# Nahitan Nández
Nahitan Nández, né le 28 décembre 1995 à Punta del Este, est un footballeur international uruguayen qui joue au poste de milieu de terrain à Al-Qadsiah FC.

## Biographie

### En sélection
Avec les moins de 20 ans, il participe au championnat sud-américain des moins de 20 ans en 2015. Officiant comme capitaine de la sélection, il joue huit matchs. L'Uruguay se classe troisième du tournoi.
Il participe quelques mois plus tard à la Coupe du monde des moins de 20 ans organisée en Nouvelle-Zélande, où il est de nouveau capitaine. Lors du mondial junior, il joue quatre matchs. L'Uruguay s'incline en huitièmes de finale face au Brésil, après une séance de tirs au but.
Le 5 septembre 2015, il figure pour la première fois sur le banc des remplaçants de l'équipe A, sans entrer en jeu, lors d'un match amical face au Panama (victoire 0-1). Quatre jours plus tard, il joue pour la première fois avec l'équipe A en amical contre le Costa Rica, en prenant la place de Diego Rolán. L'Uruguay s'incline 1-0. Par la suite, le 7 juin 2017, il délivre sa première passe décisive avec l'Uruguay, à l'occasion d'une rencontre amicale face à la Tchéquie (victoire 2-0).
Il est ensuite retenu par le sélectionneur Óscar Tabárez afin de participer à la Coupe du monde 2018 organisée en Russie. Il joue cinq matchs lors de ce mondial, qui voit l'Uruguay s'incliner en quart de finale contre la France (défaite 0-2). 
Durant la Copa America 2019, Nandez est une nouvelle fois convoqué mais ne peut empêcher l'élimination uruguayenne en quarts-de-finale par le Pérou aux tirs-au-but. Il est rappelé pour disputer la Copa America 2021 mais l'Uruguay sortira une nouvelle fois en quarts-de-finale par la Colombie aux tirs-au-but. Le même scénario que deux années auparavant.

## Style de jeu
Nahitan Nandez est pas connu pour sa vitesse et sa mentalité de gagnant, il est toujours avide de succès, et sa personnalité et son ambition se traduisent dans chaque match.  
C'est un milieu de terrain dynamique, et dont le style énergique lui permet de briser les attaques adverses, de récupérer le ballon, de briser la structure défensive par des passes qui cassent la ligne et de représenter une menace dans la surface. On peut le décrire comme un milieu de terrain "box-to-box" qui peut faire des apparitions surprises dans la surface de réparation.

## Statistiques

### En club
| Saison                | Club                  | Championnat           | Championnat | Championnat | Championnat | Coupe(s) nationale(s) | Coupe(s) nationale(s) | Coupe(s) nationale(s) | Supercoupe | Supercoupe | Supercoupe | Compétition(s) continentale(s) | Compétition(s) continentale(s) | Compétition(s) continentale(s) | Compétition(s) continentale(s) | Autre(s) compétition(s) | Autre(s) compétition(s) | Autre(s) compétition(s) | Total | Total | Total |
| Saison                | Club                  | Division              | M.          | B.          | P.d.        | M.                    | B.                    | P.d.                  | M.         | B.         | P.d.       | Comp.                          | M.                             | B.                             | P.d.                           | M.                      | B.                      | P.d.                    | M.    | B.    | P.d.  |
| 2013-2014             | CA Peñarol            | Primera División      | 5           | 0           | 0           | -                     | -                     | -                     | -          | -          | -          | CL+CS                          | 0+1                            | 0+0                            | 0+0                            | -                       | -                       | -                       | 6     | 0     | 0     |
| 2014-2015             | CA Peñarol            | Primera División      | 9           | 0           | 1           | -                     | -                     | -                     | -          | -          | -          | -                              | -                              | -                              | -                              | 1                       | 0                       | 0                       | 10    | 0     | 1     |
| 2015-2016             | CA Peñarol            | Primera División      | 27          | 1           | 1           | -                     | -                     | -                     | -          | -          | -          | CL+CS                          | 5+1                            | 0+0                            | 0+0                            | 1                       | 0                       | 0                       | 34    | 1     | 1     |
| 2016                  | CA Peñarol            | Primera División      | 13          | 0           | 4           | -                     | -                     | -                     | -          | -          | -          | -                              | -                              | -                              | -                              | -                       | -                       | -                       | 13    | 0     | 4     |
| 2017                  | CA Peñarol            | Primera División      | 20          | 7           | 5           | -                     | -                     | -                     | -          | -          | -          | CL                             | 4                              | 0                              | 1                              | -                       | -                       | -                       | 24    | 7     | 6     |
| Sous-total            | Sous-total            | Sous-total            | 74          | 8           | 11          | 0                     | 0                     | 0                     | 0          | 0          | 0          | -                              | 11                             | 0                              | 1                              | 2                       | 0                       | 0                       | 87    | 8     | 12    |
| 2017-2018             | Boca Juniors          | Superliga             | 24          | 4           | 1           | -                     | -                     | -                     | 1          | 0          | 0          | CL                             | 11                             | 0                              | 2                              | -                       | -                       | -                       | 36    | 4     | 3     |
| 2018-2019             | Boca Juniors          | Superliga             | 12          | 2           | 1           | -                     | -                     | -                     | 1          | 0          | 0          | CL                             | 8                              | 0                              | 3                              | 6                       | 0                       | 0                       | 27    | 2     | 4     |
| Sous-total            | Sous-total            | Sous-total            | 36          | 6           | 2           | 0                     | 0                     | 0                     | 2          | 0          | 0          | -                              | 19                             | 0                              | 5                              | 6                       | 0                       | 0                       | 63    | 6     | 7     |
| 2019-2020             | Cagliari Calcio       | Serie A               | 35          | 2           | 4           | 3                     | 0                     | 0                     | -          | -          | -          | -                              | -                              | -                              | -                              | -                       | -                       | -                       | 38    | 2     | 4     |
| 2020-2021             | Cagliari Calcio       | Serie A               | 32          | 2           | 3           | 2                     | 0                     | 0                     | -          | -          | -          | -                              | -                              | -                              | -                              | -                       | -                       | -                       | 34    | 2     | 3     |
| 2021-2022             | Cagliari Calcio       | Serie A               | 21          | 0           | 2           | 1                     | 0                     | 0                     | -          | -          | -          | -                              | -                              | -                              | -                              | -                       | -                       | -                       | 22    | 0     | 2     |
| 2022-2023             | Cagliari Calcio       | Serie B               | 37          | 0           | 6           | -                     | -                     | -                     | -          | -          | -          | -                              | -                              | -                              | -                              | -                       | -                       | -                       | 37    | 0     | 6     |
| 2023-2024             | Cagliari Calcio       | Serie A               | 20          | 1           | 1           | 1                     | 0                     | 0                     | -          | -          | -          | -                              | -                              | -                              | -                              | -                       | -                       | -                       | 21    | 1     | 1     |
| Sous-total            | Sous-total            | Sous-total            | 145         | 6           | 17          | 7                     | 0                     | 0                     | 0          | 0          | 0          | -                              | 0                              | 0                              | 0                              | 0                       | 0                       | 0                       | 152   | 6     | 17    |
| Total sur la carrière | Total sur la carrière | Total sur la carrière | 254         | 20          | 30          | 7                     | 0                     | 0                     | 2          | 0          | 0          | -                              | 30                             | 0                              | 6                              | 8                       | 0                       | 0                       | 301   | 20    | 36    |

### En sélection nationale
| Saison                | Sélection             | Phases finales          | Phases finales | Phases finales | Phases finales | Éliminatoires CDM | Éliminatoires CDM | Éliminatoires CDM | Matchs amicaux | Matchs amicaux | Matchs amicaux | Total | Total | Total |
| Saison                | Sélection             | Compétition             | M              | B              | Pd             | M                 | B                 | Pd                | M              | B              | Pd             | M     | B     | Pd    |
| --------------------- | --------------------- | ----------------------- | -------------- | -------------- | -------------- | ----------------- | ----------------- | ----------------- | -------------- | -------------- | -------------- | ----- | ----- | ----- |
| 2015-2016             | Uruguay               | Copa América Centenario | -              | -              | -              | 2                 | 0                 | 0                 | 1              | 0              | 0              | 3     | 0     | 0     |
| 2016-2017             | Uruguay               | -                       | -              | -              | -              | -                 | -                 | -                 | 2              | 0              | 0              | 2     | 0     | 0     |
| 2017-2018             | Uruguay               | Coupe du monde 2018     | 5              | 0              | 0              | 3                 | 0                 | 0                 | 4              | 0              | 1              | 12    | 0     | 1     |
| 2018-2019             | Uruguay               | Copa América 2019       | 4              | 0              | 0              | -                 | -                 | -                 | 6              | 0              | 0              | 10    | 0     | 0     |
| 2019-2020             | Uruguay               | -                       | -              | -              | -              | -                 | -                 | -                 | 4              | 0              | 0              | 4     | 0     | 0     |
| 2020-2021             | Uruguay               | Copa América 2021       | 5              | 0              | 0              | 5                 | 0                 | 1                 | -              | -              | -              | 10    | 0     | 1     |
| 2021-2022             | Uruguay               | -                       | -              | -              | -              | 8                 | 0                 | 1                 | -              | -              | -              | 8     | 0     | 1     |
| 2023-2024             | Uruguay               | Copa América 2024       | 5              | 0              | 0              | 4                 | 0                 | 0                 | 2              | 0              | 0              | 11    | 0     | 0     |
| 2024-2025             | Uruguay               | -                       | -              | -              | -              | 1                 | 0                 | 0                 | -              | -              | -              | 1     | 0     | 0     |
| Total sur la carrière | Total sur la carrière | Total sur la carrière   | 19             | 0              | 0              | 23                | 0                 | 2                 | 19             | 0              | 1              | 61    | 0     | 3     |

## Palmarès

### En club

#### CA Peñarol
- Champion d'Uruguay en 2016 et 2017
- Vice-champion d'Uruguay en 2015

#### Boca Juniors
- Champion d'Argentine en 2018
- Vainqueur de la Supercoupe d'Argentine en 2019
- Finaliste de la Supercoupe d'Argentine en 2018
- Finaliste de la Copa Libertadores en 2018